# Iklad
Iklad è un comune dell'Ungheria di 2.109 abitanti (dati 2001) situato nella contea di Pest, nell'Ungheria settentrionale.